# Siemens Open 1995
Il Siemens Open 1995 è stato un torneo di tennis facente parte della categoria ATP Challenger Series nell'ambito dell'ATP Challenger Series 1995. Il torneo si è giocato a Scheveningen nei Paesi Bassi dal 17 al 23 luglio 1995 su campi in terra rossa.

## Vincitori

### Singolare
Jordi Arrese ha battuto in finale  Andrei Pavel con il punteggio di 6–3, 6–7, 6–4

### Doppio
Andrei Pavel /  Eyal Ran hanno battuto in finale  Emilio Benfele Álvarez /  Jose Imaz-Ruiz con il punteggio di 6–4, 6–4